# Steve Kratz
Steve Arnold Stig Mikael Kratz (folkbokförd som Steve Arnold Mikael Kratz), född 26 september 1961 i Mjölby församling, är en svensk skådespelare, ofta anlitad som röstskådespelare vid svenska dubbningar av utländsk tecknad film.

## Biografi
Kratz gick ut Teaterhögskolan i Stockholm 1989. Som skådespelare inom spelfilm så är han förmodligen mest känd som Nisse i Colin Nutleys film Black Jack och som Renberg i TV-miniserierna baserade på Håkan Nessers romaner om Van Veeteren. Han medverkade även i TV3:s julkalender Disney Julegave -89 där han spelade hotelldirektören Krut.
Kratz har bland annat lånat ut den svenska rösten till Bebop i Teenage Mutant Hero Turtles (endast i Media Dubbs dubbning), farbror Fester i Familjen Addams, Gargamel i Smurfarna, Mario i Supermariobrödernas supershow, Mekanikles i Aladdin och titelfiguren i Media Dubbs tolkningar av Scooby-Doo. Han har även gestaltat rösten till Rabalder i datorspelet Rummel & Rabalder: SkumCity.
Kratz är engagerad vid Stockholms Stadsteater sedan 1998.

## Filmografi
- 1969–1972 – Scooby-Doo, var är du! (Media Dubb) (röst som Scooby-Doo)
- 1981–1990 – Smurfarna (röst som Gargamel, Kokettsmurfen, Buttersmurfen mfl)
- 1986 – White Lady
- 1986 – Krambjörnarna (Media Dubb): (röst som Beastly och Dr. Fright, TV3 1988-89)
- 1987–1990 – Ducktales (röst som Guld-Ivar Flinthjärta (1989-1990)
- 1987–1988 – De små Trollkarlarna (röst)
- 1988  – Nya äventyr med Nalle Puh (Media Dubb): (röst som Tiger)
- 1989 – Alla älskade Alice
- 1989 – Änglahund (röst som kommentatorn)
- 1989 – Klassliv (Henrik Sjöbring)
- 1990 – Black Jack
- 1990 – Teenage Mutant Hero Turtles (Media Dubb): Bebop, Burne och Vernon)
- 1990 – Bernard och Bianca i Australien (röst som Wilbur)
- 1991 – Din vredes dag (TV-serie)
- 1991 – Tillbaka till framtiden (röst som Biff Tannen och Wisdom)
- 1991 – Det lilla blå loket (röst som clownen Rollo och Fabian)
- 1992 – Katten Eek (röst)
- 1992 – Tom & Jerry gör stan osäker (röst som papegojan och pappa Starling)
- 1992 – James Bond Junior (röst som Gordon Leiter, Buddy Mitchell, Dr. Derange)
- 1992 – Dog City (röst som Ace Hart)
- 1993 – Mörkrets härskare (röst som Arthur och Alfred)
- 1994 – Aladdin (TV-serie) (röst som Mekanikles och Haroud Hazi Bin)
- 1994 – Spider-Man (röst som Nick Fury, Blade, Microchip, John Hardesky, Miles Warren och Omar Mosely/Svarta Undret)
- 1994 – Montana Jones (röst som Montana Jones)
- 1996 – Ett sorts Hades (TV-teater)
- 1996 – Änglahund 2 (röst som Red)
- 1997 – Atlantis: Det försvunna riket (röst i datorspel som Lascoyt)
- 1997 – Busiga bävrar (röst som Dag)
- 1998 – Dr. Dolittle (röst som John Dolittle)
- 1998 – Antz (röst som general Mandible)
- 1998 – Beck – Monstret (TV)
- 1998 – Babe – en gris kommer till stan (röst)
- 1999 – Byggare Bob (röst som Plugg, samt diverse andra karaktärer)
- 1999 – Ett litet rött paket (TV-serie)
- 2000 – Familjen Flinta i Viva Rock Vegas (röst som Store Blocko)
- 2000 – Livet är en schlager
- 2000 – Det grovmaskiga nätet (TV)
- 2001 – Jordgubbar med riktig mjölk
- 2001 – Skuggpojkarna
- 2001 – Återkomsten (TV-serie)
- 2001 – Kvinna med födelsemärke (TV)
- 2002 – Nya tider (Sebastian)
- 2002 – Karlsson på taket (röst som brandmannen)
- 2003 – De 101 dalmatinerna II – Tuffs äventyr i London (röst som Blixten)
- 2003 – Sonic X (röst som Chuck Thorndyke)
- 2004 – Hajar som hajar (röst som Frankie)
- 2005 – Halva sanningen
- 2005 – Svampbob Fyrkant – Filmen (röst som kung Neptunus)
- 2005 – Berättelsen om Narnia: Häxan och lejonet (röst som herr Räv)
- 2006 – Asterix och vikingarna (röst som Crabbofix)
- 2006 – Min vän Charlotte (röst som dr. Dorian)
- 2007 – Se upp för dårarna
- 2007 – Råttatouille (röst som Skinners advokat)
- 2008 – Asterix på olympiaden (röst)
- 2008 – Resistance 2 (röst som BOP5/PADD och Xray 1)
- 2009 – Natt på museet 2 (röst)
- 2012 – Röjar-Ralf (röst som Sure Bill)
- 2013 – Rosor, kyssar och döden
- 2014 – Bamse och tjuvstaden (röst som Skalman)
- 2014 – Natt på museet: Gravkammarens hemlighet (röst)
- 2015 – Ronja Rövardotter (TV-serie) (röst som Knotas)
- 2016 – Bamse och häxans dotter (röst som Skalman)
- 2018 – Sommaren med släkten (TV-serie)
- 2018 – Vår tid är nu (TV-serie)
- 2018 – Röjar-Ralf kraschar internet (röst som Sure Bill)
- 2018 – Bamse och dunderklockan (röst som Skalman)
- 2020 – Pelle Svanslös (röst som Trisse)
- 2020 – Scoob! (röst som Scooby-Doo)
- 2021 – Star Wars: Uslingarna (TV-serie) (röst)
- 2022 – Ice Age: Buck Wilds äventyr (röst som Orson)
- 2022 – Natt på museet: Kahmunrahs återkomst (röst som Octavius)
- 2022 – Folk och rövare i Kamomilla stad (röst som Kasper)
- 2023 – Asterix & Obelix: I drakens rike (röst)
- 2023 – Tandfen i trubbel (röst som Laurin)
- 2024 – Dumma mej 4 (röst som Maxime Le Mal)

## Teater

### Roller
| År   | Roll                                      | Produktion                                                                          | Regi                  | Teater                   |
| ---- | ----------------------------------------- | ----------------------------------------------------------------------------------- | --------------------- | ------------------------ |
| 1991 |                                           | Zorba! Fred Ebb, John Kander och Joseph Stein                                       | Georg Malvius         | Riksteatern              |
| 1993 | Buddy Holly                               | Buddy – The Buddy Holly Story Alan Janes och Rob Bettinson                          | Tony Verner           | Göta Lejon               |
| 1996 | La Grange                                 | De löjliga preciöserna Molière                                                      | Thommy Berggren       | Dramaten                 |
| 1996 | Fredrik von Ripa                          | Fint folk Kent Andersson                                                            | Thommy Berggren       | Dramaten                 |
| 2001 | Nr 402                                    | Natt klockan 12 på dagen Sidney Kingsley                                            | Georg Malvius         | Stockholms stadsteater   |
| 2001 | Soljonyj                                  | Systrarna Per Olov Enquist                                                          | Benny Fredriksson     | Stockholms stadsteater   |
| 2002 | Louis                                     | Utsikt från en bro Arthur Miller                                                    | Carl Kjellgren        | Stockholms stadsteater   |
| 2002 | Orlando                                   | Som ni vill ha det William Shakespeare                                              | Johanna Garpe         | Stockholms stadsteater   |
| 2003 | Ethan Girard                              | Allt eller inget Terrence Mcnally och David Yazbek                                  | Marianne Mörck        | Stockholms stadsteater   |
| 2004 | Bernardo Teaterkungen Förste skådespelare | Hamlet William Shakespeare                                                          | Philip Zandén         | Stockholms stadsteater   |
| 2005 | Jakob                                     | Tolvskillingsoperan Bertolt Brecht och Kurt Weill                                   | Lars Rudolfsson       | Stockholms stadsteater   |
| 2008 | Doktor Einstein                           | Arsenik och gamla spetsar Joseph Kesselring                                         | Eva Dahlman           | Stockholms stadsteater   |
| 2009 |                                           | Dårfinkar och dönickar                                                              | Alexander Öberg       |                          |
| 2010 | Gena                                      | Aniara Harry Martinson                                                              | Lars Rudolfsson       | Stockholms stadsteater   |
| 2011 | Kvinnans man                              | Efter bröllopet Bertolt Brecht                                                      | Dritëro Kasapi        | Stockholms stadsteater   |
| 2012 | d'Artagnans far Kardinalen                | De tre musketörerna Alexander Mørk-Eidem                                            | Alexander Mørk-Eidem  | Stockholms stadsteater   |
| 2015 | Nils                                      | Kristina från Duvemåla Benny Andersson, Björn Ulvaeus, Lars Rudolfsson och Jan Mark | Lars Rudolfsson       | Cirkus, Stockholm        |
| 2018 | Fredrik Egerman                           | Sommarnattens leende Ingmar Bergman                                                 | Hugo Hansén           | Romateatern              |
| 2020 | Jean                                      | Meningen med döden Erik Gedeon                                                      | Erik Gedeon           | Uppsala stadsteater      |
| 2022 | Stan Fields                               | Tootsie David Yazbek(en) och Robert Horn                                            | Edward af Sillén      | Oscarsteatern            |
| 2023 | Robert                                    | Tolvskillingsoperan (Die Dreigroschenoper) Bertolt Brecht och Kurt Weill            | Sofia Adrian Jupither | Dramaten                 |
| 2024 | Greve Gloucester                          | Kung Lear (King Lear) William Shakespeare                                           | Falk Richter          | Dramaten                 |
| 2025 | Venticello 1                              | Amadeus Peter Shaffer                                                               | Sunil Munshi          | Kulturhuset Stadsteatern |